# Морозов, Алексей Фёдорович
Алексе́й Фёдорович Моро́зов (1829, д. Красная Грива, Ковровский уезд, Владимирская губерния — 1894, близ Владимира) — русский купец 1-й гильдии, почётный гражданин Бийска, благотворитель. С 1881 по 1884 годы занимал должность городского головы города Бийска.

## Биография

### Ранние годы жизни
Алексей Фёдорович Морозов родился в 1829 году в деревне Красная Грива Ковровского уезда, Владимирской губернии. В 1842 году, когда Алексею было лишь 12 лет, скончался его отец Фёдор Захарович, а спустя 8 лет умерла и мать Аксинья Трифоновна.

### Предпринимательство

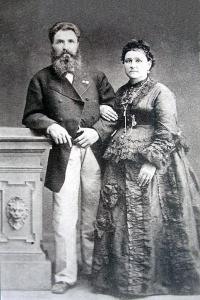
Алексей Фёдорович с женой Еленой Григорьевной

Алексей Фёдорович с женой Еленой Григорьевной, будучи выходцами из простых крестьянских семей, ещё до реформы 1861 года выкупились из крепостной неволи и в конце 50-х годов XIX века приехали на Алтай. Морозов начал с торговли в Горном Алтае, ещё до правительственного разрешения на въезд во Внутреннюю Монголию, однако, несмотря на большую выгодность такой предпринимательской деятельности, после двух экспедиций он отказался от поездок в эти регионы и сосредоточил своё внимание на торговле мануфактурной и галантерейной продукцией, открыв магазины и лавки в Бийске, Барнауле, Змеиногорске и Кузнецке. К 1877 году Морозов был единственным купцом 1-й гильдии в Бийске, что давало ему право вести заграничную торговлю.
В  80-е годы XIX века Алтай закрепил за собой статус центра производства зерна. На берегах Оби и Бии Алексей Фёдорович построил несколько мельниц, где перемалывал зерно и отвозил в Тюмень уже готовую муку.
В условиях сибирского бездорожья Алексей Фёдорович создал свой речной флот. В 1888 году он запускает свой первый грузопассажирский пароход мощностью 100 л. с. между Бийском и Тюменью, который так и был назван — «Первый». Спустя год на воду сошёл пароход «Второй» (80 л. с.), а к 1893 году по Оби бороздили уже 4 парохода — к ним добавились ещё «Третий» (120 л. с.) и «Четвёртый» (180 л. с.).

### Общественная деятельность и благотворительность
В 1875 году Морозов построил одноэтажное каменное здание для приходского училища, которое позже было преобразовано в уездное. Обошлось оно ему в 12 тысяч рублей. Вкладывать деньги в образование Алексей Фёдорович начал по просьбе жены Елены Григорьевны, которая была неграмотна и хотела дать возможность учиться детям бедняков. На деньги Морозовых в Бийске открылись 12 школ, а также Форштадтское женское, начальное миссионерское и Александро-Невское приходское училища. Помимо этого, женская прогимназия появилась в городе после того, как Морозов пожертвовал на её строительство 20 тысяч рублей, став попечителем этого учебного заведения.
Много жертвовали супруги Морозовы и на церковь. На их деньги был возведён самый крупный в Бийске храм — Троицкий кафедральный собор. Всего же на Алтае они построили 14 церквей и открыли несколько богаделен. Между собой люди называли Алексея Фёдоровича «Добросердечный Морозов».
В 1881 году Алексей Фёдорович был избран городским головой, и за четырёхлетний срок его руководства бюджет города значительно увеличился, а также заметно возросли расходы на здравоохранение и образование. За работу на этом посту он был удостоен трёх орденов — Святого Станислава II степени, Святой Анны II степени и Святого Владимира IV степени.

### Последние годы жизни
В 1894 году Алексей Фёдорович внезапно умирает в командировке — в вагоне пассажирского поезда, неподалеку от Владимира. Похоронили купца и благотворителя в алтаре возведённого на его средства Троицкого собора. После смерти Алексея Фёдоровича во главе фирмы встала супруга Елена Григорьевна и продолжила дело мужа.